# Bankoku naitsu
Bankoku naitsu (バンコクナイツ), estrenada internacionalment com a Bangkok Nites (en tailandès กรุงเทพราตรี หรือ กลางคืนที่บางกอก) és una pel·lícula de coproducció japonesa-tailandesa del 2016 dirigida per Katsuya Tomita. Fou estrenada al Festival Internacional de Cinema de Locarno de 2016.

## Sinopsi
Luck és una prostituta a Bangkok al carrer Thaniya gairebé exclusivament reservat a una clientela masculina japonesa. Es retroba amb un vell client anomenat Ozawa. Marxen junts al camp tailandès.

## Repartiment
- Subenja Pongkorn (สุเบ็ญจา พงศ์กร) : Luck[6]
- Katsuya Tomita: Ozawa
- Sunun Phuwiset (สุนันท์ ภู่วิเศษ) : Nut
- Chutipha Promplang (ชุติภา พร้อมเพรียง) : Lin
- Tanyarat Kongphu (ธัญญารัตน์ กองภู) : Kai
- Hitoshi Itô : Bin
- Shinsuke Nagase : Shin-chan
- Apicha Saranchol : Wit
- Yota Kawase : Kinjô
- Tarô Kan'no : Kan'no
- Shinji Murata : Tomioka
- Marisa Tuntawee : Apple
- Anchuri Namsanga : Nancy
- Benny Light (Wright): Jimmy
- Panjari Pongkorn : In
- Sarinya Yongsawat
- Taro Sugano
- Dokoie Thonabood
- Surachai "Nga" Jantimathawn[7] (fundador de la « pleng peua chiwit » (เพลงชีวิต) amb el grup Caravan Band,[8] que es pot traduir per "cançons de la vida") : el fantasma del poeta militant Chit Phumisak

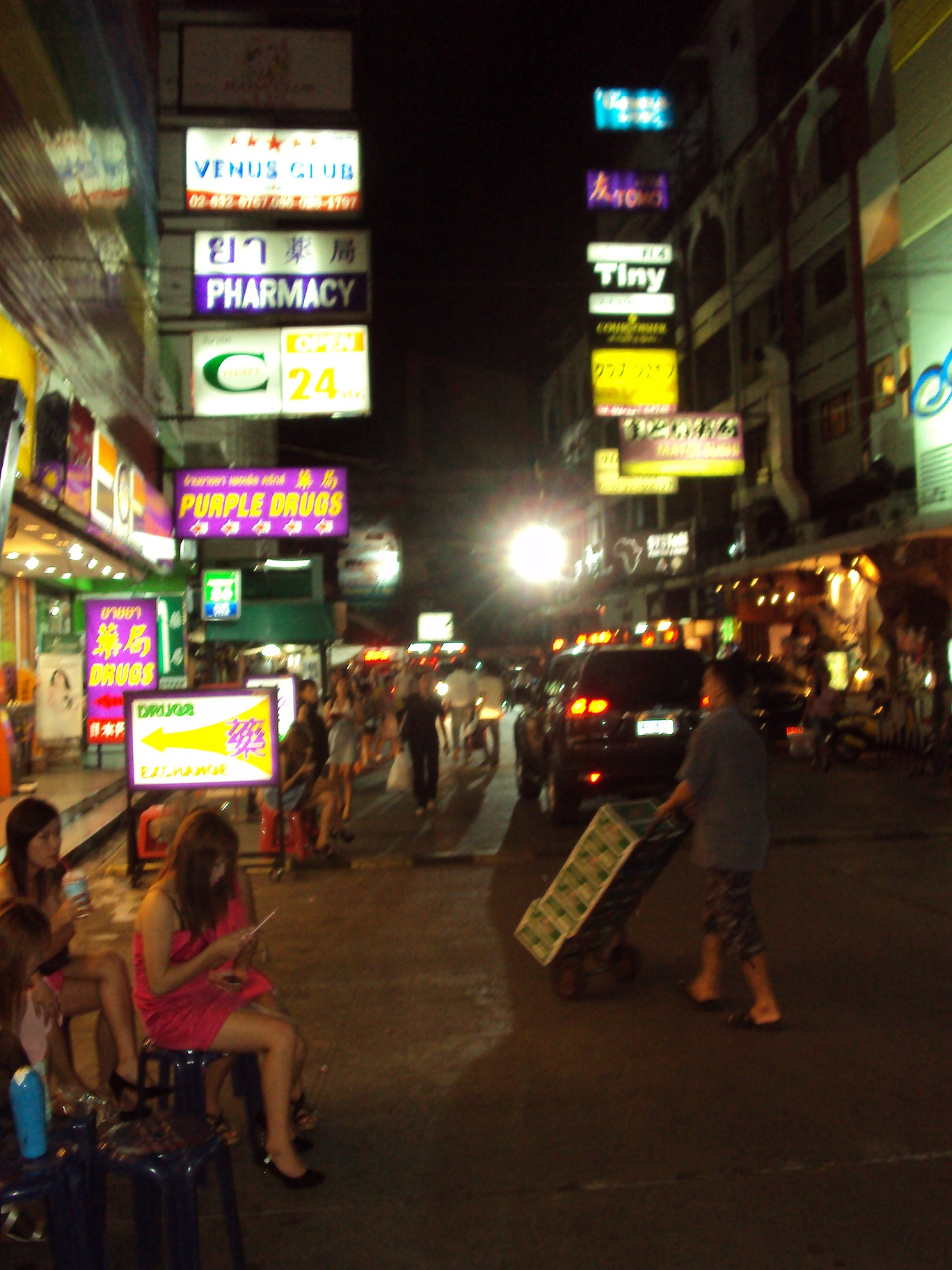
Soi Thaniya de nit el 2011

## Producció
No hi ha actors professionals. Tot el repartiment va ser reclutat entre els clients i les prostitutes dels bars del carrer Thaniya, ha dit Katsuya Tomita.
Part del rodatge va tenir lloc a Soi Thaniya, el principal barri roig japonès de Bangkok, on hi ha desenes de bars d'hostesses i bars de karaoke. Filmar a Soi Thaniya no va ser poca cosa, donada la gran desconfiança dels mitjans per part dels propietaris de bars japonesos i tailandesos. Tomita diu que després de quatre anys de conèixer gent del barri: "Tot es va fer a l'asiàtic, a través de reunions presencials i sobre la base de la confiança mútua".

## Premis
- Premi de Cinema Mainichi a la millor pel·lícula (2017)[10]
- V edició Asian Film Festival Barcelona: Premi a la millor fotografia de la secció oficial[11]